# NGC 1416
NGC 1416 је елиптична галаксија у сазвежђу Еридан која се налази на NGC листи објеката дубоког неба.
Деклинација објекта је - 22° 43' 9" а ректасцензија 3h 41m 2,8s. Привидна величина (магнитуда) објекта NGC 1416 износи 13,1 а фотографска магнитуда 14,1. NGC 1416 је још познат и под ознакама ESO 482-34, MCG -4-9-48, NPM1G -22.0087, PGC 13548.